# Ptelea crenulata
Ptelea crenulata är en vinruteväxtart som beskrevs av Edward Lee Greene. Ptelea crenulata ingår i släktet Ptelea och familjen vinruteväxter. Inga underarter finns listade i Catalogue of Life.